# Carl Philipp Fohr

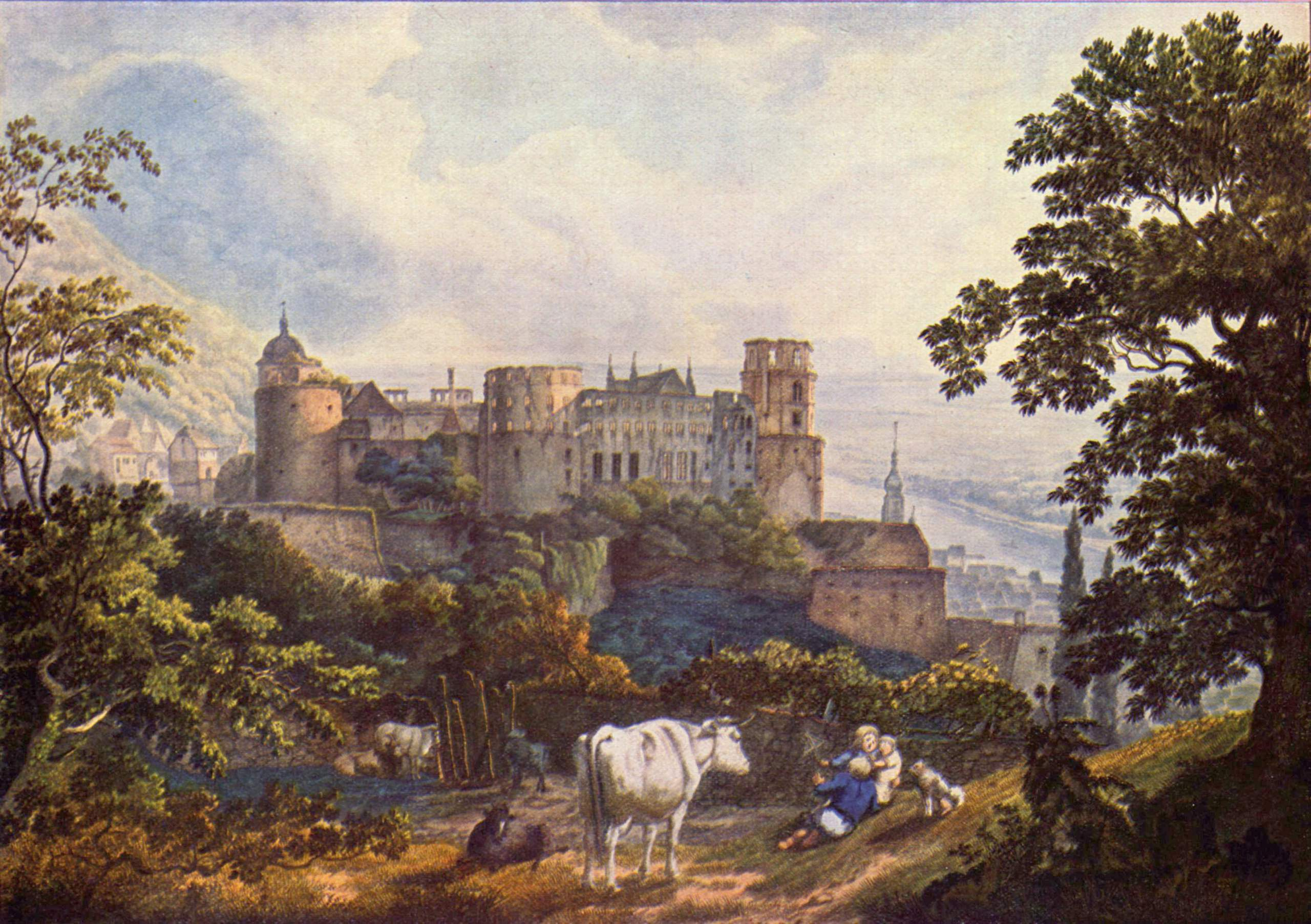
Zamek w Heidelbergu, 1815, Hessisches Landesmuseum Darmstadt

Carl Philipp Fohr (ur. 26 listopada 1795 w Heidelbergu, zm. 29 czerwca 1818 w Rzymie) – niemiecki malarz i rysownik romantyczny.
Urodził się w Heidelbergu w rodzinie nauczyciela. Pierwszych lekcji pobierał u Friedricha Rottmanna i pod jego wpływem malował akwarelowe widoki miast i sceny rodzajowe. W 1810 r. uczył się w Darmstadt u Georga Wilhelma Issela, a później w Akademii Sztuk Pięknych w Monachium. W 1816 r. wyjechał kontynuować naukę do Rzymu, gdzie znalazł się w tamtejszym środowisku malarzy niemieckich i poznał m.in. nazareńczyków. Artysta zmarł tragicznie w 23. roku życia, utonął w Tybrze podczas kąpieli.
Pomimo krótkiego okresu aktywności, Karl Philipp Fohr uważany jest obecnie za jednego z najważniejszych niemieckich pejzażystów romantycznych. Pozostawił po sobie pięć obrazów olejnych i wiele rysunków.

## Dzieła
- Krajobraz w okolicy Rocca Canterana – 1818, olej na płótnie, 98 x 135 cm, Museum Schloss Fasanerie, Eichenzell
- Zamek w Heidelbergu – 1815, olej na płótnie, Hessisches Landesmuseum Darmstadt
- Wieża w zamku Heidelberg – 1813-1814
- Wodospady Tivoli – 1817, olej na płótnie, 74 × 105 cm, Städel Museum
- Zamek Ehrenberg nad Neckarem – ok. 1815-1816,